# Chorvatská hokejová reprezentace
Chorvatská hokejová reprezentace patří mezi národní reprezentační mužstva v ledním hokeji. V roce 2019 hraje ve II.A divizi mistrovství světa.
Boris Renaud a Miroslav Gojanović jsou jedinými chorvatskými ledními hokejisty, kteří si zahráli na Zimních olympijských hrách. Oba tito hráči reprezentovali Jugoslávii.

## Zimní olympijské hry
- bez účasti

## Mistrovství světa v ledním hokeji
- divize D1
- divize D2
- Legenda: červené podbarvení - sestup, zelené podbarvení - postup, fialové podbarvení - reorganizace, změna skupiny či soutěže

| Hokej na MS  | Místo turnaje       | Umístění                         |
| ------------ | ------------------- | -------------------------------- |
| MS – 1994    | Itálie              | 4. místo                         |
| MS – 1995    | Švédsko             | Zlatá medaile                    |
| MS – 1996    | Rakousko            | 8. místo                         |
| MS – 1997    | Finsko              | Zlatá medaile                    |
| MS – 1998    | Švýcarsko           | 5. místo                         |
| MS – 1999    | Norsko              | 5. místo                         |
| MS – 2000    | Rusko               | Bronzová medaile                 |
| MS – 2001 D1 | Slovinsko           | 4. místo                         |
| MS – 2002 D1 | Nizozemsko          | 5. místo                         |
| MS – 2003 D1 | Chorvatsko          | 6. místo (sestup)                |
| MS – 2004 D2 | Španělsko           | Stříbrná medaile                 |
| MS – 2005 D2 | Chorvatsko          | místo (postup)                   |
| MS – 2006 D1 | Estonsko            | 6. místo (sestup)                |
| MS – 2007 D2 | Chorvatsko          | místo (postup)                   |
| MS – 2008 D1 | Japonsko            | 5. místo                         |
| MS – 2009 D1 | Litva               | 5. místo                         |
| MS – 2010 D1 | Slovinsko           | 6. místo (sestup)                |
| MS – 2011 D2 | Chorvatsko          | Stříbrná medaile                 |
| MS – 2012 D2 | Island              | Bronzová medaile                 |
| MS – 2013 D2 | Chorvatsko          | místo (postup)                   |
| MS – 2014 D1 | Litva               | Stříbrná medaile                 |
| MS – 2015 D1 | Nizozemsko          | 4. místo                         |
| MS – 2016 D1 | Chorvatsko          | 4. místo                         |
| MS – 2017 D1 | Spojené království  | 5. místo                         |
| MS – 2018 D1 | Litva               | 6. místo (sestup)                |
| MS – 2019 D2 | Srbsko              | Stříbrná medaile                 |
| MS – 2020 D2 | Chorvatsko a Island | Zrušeno kvůli pandemii covidu-19 |
| MS – 2021 D2 | Čína a Island       | Zrušeno kvůli pandemii covidu-19 |
| MS – 2022 D2 | Chorvatsko a Island | Bronzová medaile                 |
| MS – 2023 D2 | Španělsko a Turecko | Bronzová medaile                 |
| MS – 2024 D2 | Srbsko              | místo (postup)                   |
| MS – 2025 D1 | Estonsko            | 6. místo (sestup)                |